# Henrik Vincent Thiesen
Henrik Vincent Thiesen (født 10. april 1975 i Gentofte) er en dansk filmklipper.
Thiesen blev uddannet fra Den Danske Filmskole i årene 2001 til 2005.

## Filmografi
- Dan Dream (2017) - Klipper
- Aldrig mere i morgen (2017) - Klipper
- Swinger (2016) - Klipper
- Skyggen af en helt (2015) - Klipper
- Mennesker bliver spist (2015) - Klipper
- Ejersbo (2015) - Klipper
- Fremtidsvej 48 (2015) - Klipper
- Rastløs (2015) - Klipper
- Miraklet (2014) - B-klipper
- Heartless (2014) - Klipper
- Void (2014) - Klipper
- Bankerot (2014) - Klipper
- Bitter Pille (2014) - Klipper
- Krigskampagnen (2013) - A-klipper
- En god død (2013) - Klipper
- Rita (2012) - Klip
- My love - Historien om Poul & Mai (2012) - Klip
- Hïstorïsk dokument (2011) - Klip
- Love addict - historier om drømme, besættelse og længsel (2011) - Add. klip
- Bag Blixens maske (2011) - Klipper
- Tankograd (2010) - Klip
- Borgen (2010) - Klipper
- 5 fortællinger om en far (2010) - Klip
- Den som dræber (2010) - Klipper
- Den 2. side (2010) - Klipper
- Hïstorisk Document (2010) - Klipper
- Den perfekte muslim (2009) - Klip
- Headhunter (2009) - Klip
- Winnie og Karina - The movie (2009) - B-klipper
- Specialisterne (2009) - Klipper
- Goddag mit navn er lesbisk (2009) - Klip
- Bobby (2009) - Klip
- Pagten (2009) - Klip
- Kristian (2009) - Klipper
- Frode - og alle de andre rødder (2008) - Klip
- Ma salama Jamil - Gå med fred Jamil (2008) - Klip
- Diplomacy - the responsibility to protect (2008) - Klip
- Det perfekte kup (2008) - Klip
- Grisen (2008) - Klip
- Isas Stepz (2008) - Klip
- Den første kærlighed (2007) - Klip
- Han, hun og Strindberg (2006) - Klip
- I sproget er jeg (2006) - Klip
- Far til fire - i stor stil! (2006) - Klipper
- Bare Holger (2005) - Klip
- Fire kvinder (2005) - Klip
- Cirkus (2004) - Klip
- Dress / Jeg kender en pige (2004) - Klip
- 1+1=2 (2003) - Klip
- Den nye mand (2003) - Klipper
- Humørkortstativsælgerens søn (2002) - Klip
- From Scratz - Scener Fra Knud Vesterskovs Billedverden (2002) - Klip
- Limbo (2002) - Klip
- Løjserne (2001) - Klip
- Langt fra Las Vegas (2001) - Klippeassistent
- Hotmen Coolboyz (2000) - Klip
- Instanotron 3000 (2000) - Klip
- Siden sidst (2000) - Klip
- Sigøjnermusik (2000) - Klip
- Digitale dage - er det paven der taler (2000) - Foto
- Digital Workshop 1999 (1999) - Klip
- Kokon (1999) - Klip
- Transformer (1999) - Klip
- Computerwel (1999) - Klip
- Den nye frelser (1999) - Klip
- Trafik (1999) - Lyd
- Filmen der døde (1999) - Klip
- Pink Prison (1999) - Lydklipper
- Soft Days (1998) - Klip
- The mulatto (1998) - Klip
- The Warhol nation (1997) - Lyd
- Canst thou, O cruel! (1997) - Klip
- Miranda (1997) - Lyd
- Familie II (1997) - Klip